# NGC 2501
NGC 2501 је лентикуларна галаксија у сазвежђу Крма која се налази на NGC листи објеката дубоког неба.
Деклинација објекта је - 14° 21' 15" а ректасцензија 7h 58m 30,0s. Привидна величина (магнитуда) објекта NGC 2501 износи 13,5 а фотографска магнитуда 14,5. NGC 2501 је још познат и под ознакама MCG -2-21-2, IRAS 07561-1413, PGC 22354.